# Masacres de Tillabéri de 2021
El 2 de enero de 2021, dos aldeas de la región de Tillabéri, en el oeste de Níger, Tchombangou y Zaroumdareye, ubicadas cerca de la frontera del país con Mali, fueron atacadas.  Los ataques dejaron al menos 105 muertos y 75 heridos. Más de 10 mil personas huyeron de sus hogares tras los ataques.

## Antecedentes
Varios ataques importantes ocurrieron en Níger durante las décadas de 2010 y 2020. Sin embargo, esta es la primera vez que más de 100 civiles murieron durante un solo ataque, lo que marca este incidente como el más mortífero contra los civiles en el país desde que comenzó la insurgencia de Boko Haram.  El mayor ataque anterior en Níger contra civiles fue el ataque Toumour del 12 de diciembre de 2020, que provocó la muerte de 28 personas. Tanto los ataques de diciembre de 2020 como los de enero de 2021 se llevaron a cabo durante las elecciones municipales y regionales de Níger. El mismo día de este ataque, dos soldados murieron en un tiroteo en Argelia y dos soldados franceses murieron en un atentado con bomba en Malí.

## Ataques
Los ataques ocurrieron en dos aldeas, Tchombangou y Zaroumdareye  que están separadas por siete kilómetros e inicialmente dejó 79 muertos y 75 heridos. De las víctimas fallecidas, 49 fueron asesinadas en Tchombangou y 30 en Zaroumdareye. Un día después del ataque, 21 personas más fueron encontradas muertas y otras sucumbieron a sus heridas en Tchombangou, elevando la cifra total de muertos a 100. El 8 de enero, el portavoz del Alto Comisionado de las Naciones Unidas para los Refugiados dijo que 73 personas habían sido asesinadas en la aldea de Tchouma Bangou y 32 en Zaroumdareye, lo que hace que la cifra total de muertos sea de 105. El gobierno de Níger envió soldados a la frontera después de los ataques y el incidente fue confirmado por funcionarios del gobierno. Los atacantes son militantes islamistas que llegaron a las aldeas mientras cruzaban la frontera desde Mali; sin embargo, la organización terrorista exacta que llevó a cabo los ataques no está clara hasta ahora.
Algún tiempo antes de la masacre, dos militantes que fueron vistos en el área fueron asesinados por los aldeanos locales. Se sospecha que esos ataques son una represalia por esos asesinatos, según el ministro del Interior del país.
El 21 de febrero, siete miembros de la comisión electoral murieron y otros tres resultaron heridos en la explosión de una mina terrestre en Tillabéri. El ataque se llevó a cabo el mismo día de la segunda vuelta de las elecciones presidenciales. El 16 de marzo, hombres armados en motocicletas atacaron un convoy que regresaba de un mercado en Banibangou, en la frontera con Malí, a una aldea cercana en la región de Tillabéri, en el suroeste de Níger, matando al menos a 58 personas.
El 21 de marzo, militantes en motocicleta atacaron Intazayene, Bakorat y Wistan, tres aldeas de la región de Tahoua cerca de la frontera con Malí, matando al menos a 137 personas. El número de muertos convertiría el ataque en el más mortífero cometido por presuntos yihadistas en la historia de Níger. El recién elegido presidente Mohamed Bazoum condenó los ataques y declaró tres días de duelo nacional . El 24 de marzo, al menos 10 personas murieron durante los ataques en dos aldeas de la región de Tillabéri.